# Українська євангельська семінарія

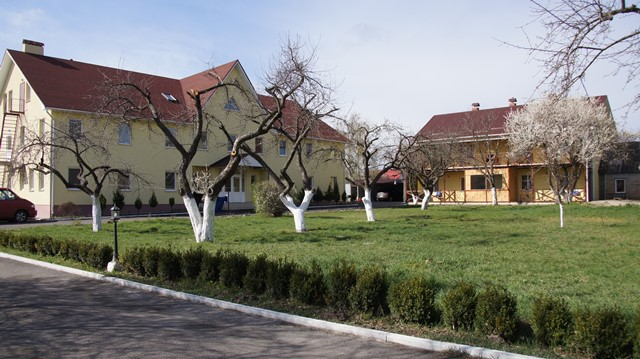

Українська євангельська семінарія, скор. УЄС — це вищий духовний навчальний заклад, що був створений для підготовки священнослужителів (пасторів, євангелістів, місіонерів) для євангельських церков України. УЄС є міжконфесійним навчальним закладом, у стінах якого здобувають освіту представники різних протестантських течій: баптисти, п'ятидесятники, харизмати, пресвітеріани, менноніти.

## Історія
УЄС була заснована корейськими місіонерами в 2004 р. при Всеукраїнському Союзу Об'єднань Євангельских Християн-Баптистів (президент Всесвітнього Альянсу Баптистів Біллі Кім, президент ВСЄХБ, доктор Комендант Г. І., проректор Київського християнського університету Решетніков Ю.Є.).
З 2004 року навчання проходили на навчальній базі в Одеській області, а з 2009 р. навчання проводиться на власній території поблизу Києва.

## Програми
На сьогодні в УЄС діє чотири рівні навчальних програм:
1. Рівень навчання «А» (Сертифікат)
  - «Школа Прискілли» — річна очно-заочна програма навчання для підготовки лідерів жіночого служіння;
  - «Школа Подружжя» — річна очно-заочна програма навчання по підготовці християнських сімейних консультантів.
2. Рівень "В" (Диплом)

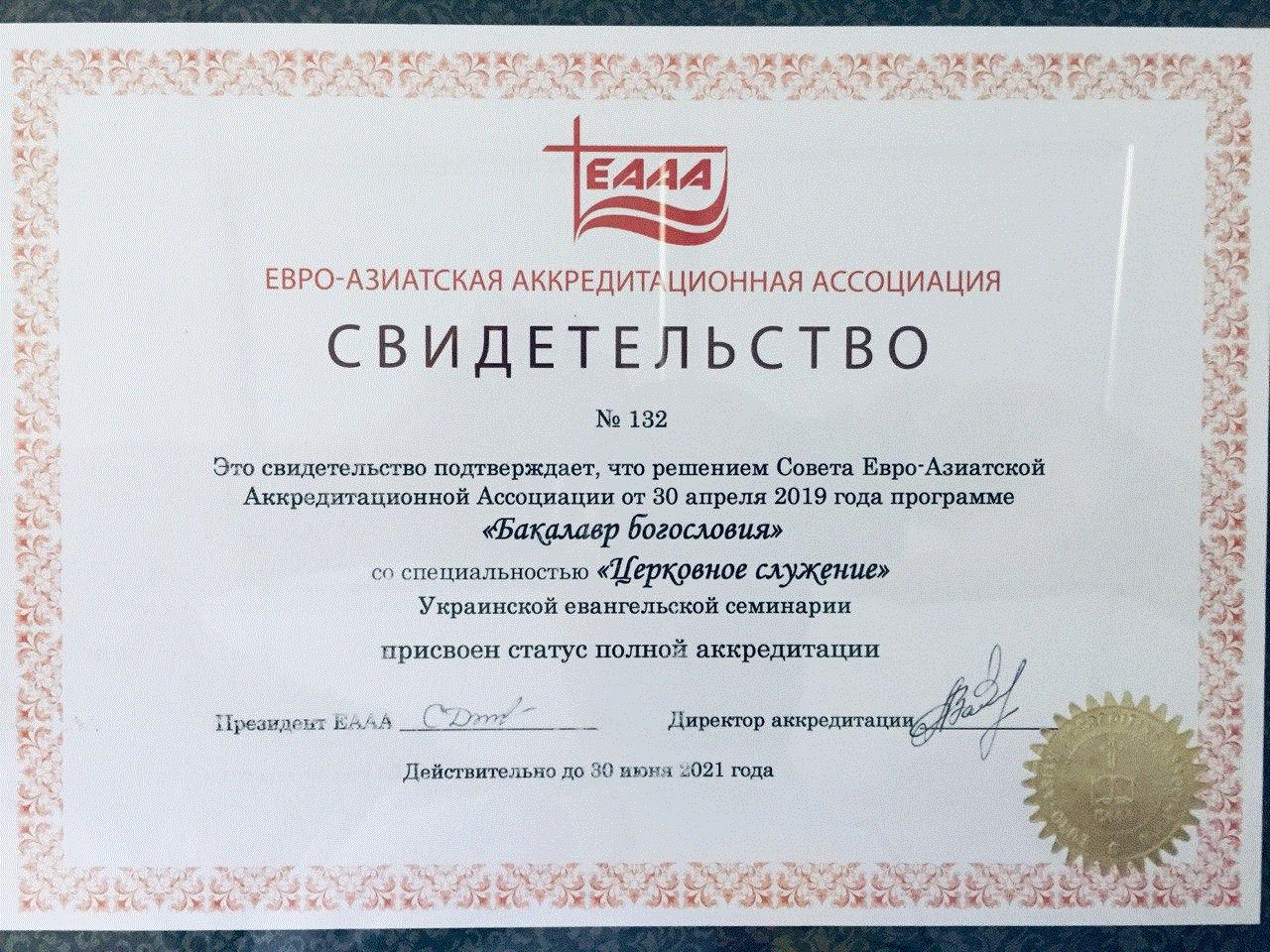
Сертифікат про акредитацію

  - Сертифікат про акредитацію"Молодший бакалавр" за спеціалізацією "церковне служіння" (термін навчання - 4 роки 90 ECTS)
3. Рівень навчання «С+» (Диплом бакалавра)
  - «Бакалавр богослов'я» за спеціалізацією "церковне служіння" (термін навчання - 4 роки 180 ECTS);
4. Рівень навчання «D+» (Диплом магістра)
  - «Магістр богослов'я» за спеціалізацією "церковне служіння" (термін навчання - 2,5 роки навчання 120 ECTS).

## Акредитація та міжнародне визнання

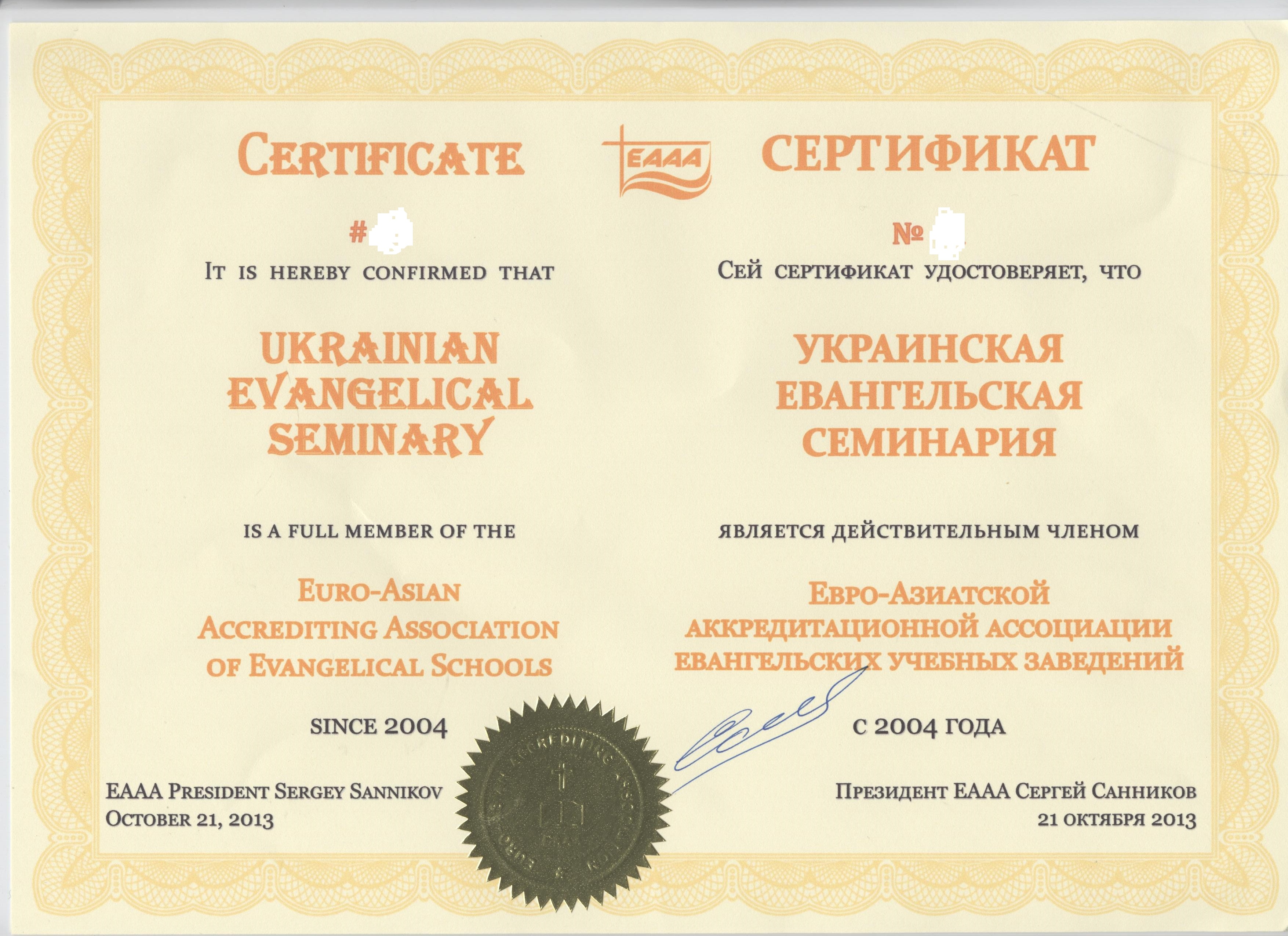

У 2014 р. підписаний меморандум про співпрацю з Центральним Християнським університетом [Архівовано 9 лютого 2022 у Wayback Machine.] (Джорджія, США).
У 2015 р. програмі бакалавр був присвоєний статус «кандидат акредитації» від Євро-Азійської акредитаційної асоціації (ЄААА) [Архівовано 30 травня 2012 у Wayback Machine.].
У 2019 р. ЄААА акредитувала програму "бакалавр богослов'я" за спеціалізацією "церковне служіння", та була розпочата робота з підготовки акредитації магістерської програми. 

## Президенти УЄС
2004—2012 гг. пастор, доктор служения Нам Самуїл (Сон Хо)
2012—2020 гг. пастор, доктор служения Квон Йонг Бонг.